# Río Coca
Der Río Coca, im Ober- und Mittellauf Río Quijos, ist ein etwa 255 km langer linker Nebenfluss des Río Napo im Nordosten Ecuadors.

## Flusslauf
Der Río Quijos entspringt auf einer Höhe von etwa 4000 m in der Cordillera Real südwestlich des Vulkans Antisana. Er fließt anfangs 140 km in überwiegend nordöstlicher Richtung durch das Gebirge. Er passiert die Ortschaften Baeza, San Francisco de Borja und El Chaco. Außerdem nimmt er folgende Nebenflüsse auf: Río Papallacta, Río Oyacachi und Río Salado von links sowie Río Cosanga von rechts. Anschließend wendet sich der Río Quijos 20 km nach Süden sowie 10 km nach Osten. Bei Flusskilometer 87 trifft der Río Machacuyacu rechtsseitig auf den Río Quijos. Unterhalb der Einmündung heißt der Fluss Río Coca. Der Río Coca fließt 10 km nach Nordosten und erreicht das Amazonastiefland. Auf den letzten 70 km strömt der Río Coca nach Südosten und mündet bei der Stadt Puerto Francisco de Orellana (auch El Coca), der Hauptstadt der Provinz Orellana, in den nach Osten strömenden Río Napo. 

## Hydrologie und Einzugsgebiet
Bei El Chaco, unterhalb der Einmündung des Río Salado, beträgt der mittlere Abfluss 203 m³/s. Das Einzugsgebiet des Río Coca umfasst etwa 5800 km². Der westliche Teil des Flusslaufes befindet sich großteils im Nationalpark Cayambe Coca. Hier findet sich auch der höchste Wasserfall Ecuadors, die 131 m hohe Cascada de San Rafael (⊙ auch einfach Cascada del Coca, also „Coca-Wasserfall“ genannt).

## Wasserkraftnutzung

### Wasserkraftwerk Coca Codo Sinclair
Das 2016 in Betrieb genommene Wasserkraftwerk Coca Codo Sinclair (⊙) liegt bei Flusskilometer 96. Unterhalb einem Wehr (⊙) bei Flusskilometer 157, einen Kilometer unterhalb der Einmündung des Río Salado, wird das Wasser aus dem Fluss geleitet und über eine 24,8 km lange Leitung dem Kraftwerk zugeführt wird.
Für Details siehe Artikel Coca Codo Sinclair.

## Geschichte
Die 1541 begonnene Gonzalo-Pizarro-Expedition folgte dem Río Cosanga, dem Río Coca und dem Río Napo, bis Francisco de Orellana 1542 schließlich auf diesem Weg den Amazonas entdeckte.
Entlang des Río Coca befinden sich Erdöllagerstätten und mittlerweile auch Erdölförderanlagen.